# Keanu Reeves
Keanu Charles Reeves je kanadski filmski glumac, producent, redatelj, glazbenik i poduzetnik. Njegove su najpoznatije uloge u filmovima: Bill & Ted's Excellent Adventure, Brzina, Pakleni val i trilogiji The Matrix. Radio je s velikim redateljima kao što su Stephen Frears (Opasne veze iz 1988.), Gus Van Sant (Moj privatni Idaho iz 1991.) i Bernardo Bertolucci (Mali Buda iz 1993.). U svojem osvrtu na film iz 1991. kritičarka novina The New York Times Janet Maslin hvali Reevesovu izvedbu: "... pokazuje priličnu disciplinu i domet. Lako se kreće između zakopčane vanjštine koja odgovara policijskoj priči i labavo povezanog nastupa njegovih komičnih uloga." Međutim, Reeves je kasnije u svojoj karijeri većinom dobivao isti tip uloga (engl. typecasting). Tema koja se ponavlja u ulogama koje je tumačio je spašavanje svijeta; ona uključuje likove Teda Logana (Bill & Ted's Excellent Adventure), Bude, Nea (iz trilogije The Matrix), Johnnyja Mnemonica, Johna Constantinea i Klaatua (iz filma Dan kad je Zemlja stala). Trilogija o Johnu Wicku je označila povratak kritičarskom i komercijalnom uspjehu za Reevesa. Gluma mu je donijela nekoliko nagrada, uključujući zvijezdu na Hollywoodskoj stazi slavnih.
Kao svestrani umjetnik, Reeves je napisao knjigu Oda sreći u suradnji s ilustratoricom Alexandrom Grant, svirao bas gitaru za sastave Dogstar i Becky, producirao dokumentarni film Jedno uz drugo i režirao borilački film Man of Tai Chi. Reeves je također nastupao i u kazalištu. Njegovu izvedbu Hamleta u kazalištu "Manitoba Theatre Centre" pohvalio je Roger Lewis iz The Sunday Timesa, te ga proglasio " … jednim od tri najbolja Hamleta koja je vidio, iz jednostavnog razloga: on 'jest' Hamlet."
Festival američkog filma, koji se po 41. put održao u francuskom gradu Deauvilleu, odao je počast glumcu retrospektivom njegovih najpopularnijih filmova. Godine 2019. u Glasgowu je prvi put održan KeanuCon, prvi festival filmova Keanua Reevesa.

## Počeci
Reeves je rođen u Beirutu, Libanonu. Ime "Keanu" na havajskom jeziku znači "hladni planinski povjetarac". Njegova majka, Patricia Bond, kostimografkinja i izvođačica, engleskog je podrijetla, a otac, geolog Samuel Nowlin Reeves ml., havajsko-kineskoga podrijetla. Reevesova majka je radila u Beirutu kad je srela njegova oca. Samuel Reeves je radio kao službenik i dobio diplomu GED-a (General Educational Development) dok je služio zatvorsku kaznu na Havajima zbog posjedovanja heroina na aerodromu Hilo International. Napustio je svoju suprugu i obitelj kad je Reevesu bilo tri godine, te Reeves trenutno nije u kontaktu s njim.
Reeves se često selio kao dijete i živio je s različitim očusima. Nakon što su se njegovi roditelj rastali 1966., njegova majka postala je kostimografkinja te se s obitelji preselila u Sydney i zatim u New York. Ondje je srela Paula Aarona, broadwayskog i hollywoodskog redatelja, za kojeg se udala. Par se preselio u Toronto; razveli su se 1971. Reevesova majka se udala za Roberta Milera, rock promotora 1976.; par se razveo 1980. Nakon toga se udala za četvrtog supruga Jacka Bonda, frizera, no brak je završio 1994. Bake i djedovi su se brinuli za Reevesa i njegove sestre te je on prvenstveno odrastao u Torontu. U pet godina je pohađao četiri različite srednje škole, uključujući Etobicoke School of the Arts, iz koje je kasnije izbačen. Reeves je izjavio da je bio izbačen zato što je bio "pomalo bučan i često brbljao. Općenito nisam bio najbolje podmazan stroj u školi."
Zbog disleksije Reeves je bio uspješniji u hokeju nego u učenju. Bio je uspješan vratar u jednoj od svojih srednjih škola ("Oaklands", De La Salle College u Torontu). Reeves je maštao da igra za kanadski hokejaški tim na Olimpijskim igrama, ali zbog ozljede je morao završiti karijeru hokejaša. Nakon što je napustio De La Salle College, pohađao je slobodnu školu Avondale Alternative, koja mu je omogućila da stekne obrazovanje dok je radio kao glumac; kasnije je odustao, te nikad nije stekao srednjoškolsku diplomu.
U siječnju 2011. u emisiji BBC-a The One Show Reeves je govorio o svom engleskom naslijeđu, spominjući da je volio gledao britanski show The Two Ronnies, te kako mu je majka usadila engleske manire koje ima dan-danas.

## Karijera

### 1980-te
Reeves je započeo karijeru glumca s devet godina, pojavljujući se u kazališnoj produkciji Damn Yankeesa. S petnaest je glumio Merkuzia u Romeu i Juliji u kazališti Leah Posluns. Reeves je debitirao na ekranu u seriji CBC Televisiona Hangin' In. Tijekom ranih osamdesetih pojavljivao se u reklamama (uključujući jednu za Coca-Colu), kratkim filmovima uključujući dramu One Step Away te nastupao u kazališnim predstavama kao što je kultni Wolfboy Brada Frasera u Torontu. Godine 1984. je bio angažiran kao korespondent za Canadian Broadcasting Corporation u programu za mlade Going Great.
Reeves se prvi put pojavio na velikom platnu u filmu Roba Lowea Youngblood u kojem je glumio vratara iz frankofonog Québeca. Ubrzo nakon izlaska filma, Reeves je otišao u Los Angeles u automobilu Volvo iz 1969. Njegov nekadašnji očuh Paul Aaron, kazališni i televizijski redatelj, nagovorio je Erwina Stoffa da bude Reevesov menadžer i agent prije nego što je Reeves uopće doputovao u Los Angeles. Stoff je ostao Reevesov menadžer te je koproducirao mnoge od njegovih filmova. Nakon nekoliko manjih uloga Reeves je dobio veću ulogu u drami iz 1986. Na obali rijeke, o ubojstvu koje utječe na grupu tinejdžera. Zahvaljujući uspjehu filma, proveo je kasne 80-te pojavljujući se u brojnim tinejdžerskim filmovima kao što je Permanent Record i u neočekivano uspješnoj komediji Bill & Ted's Excellent Adventure iz 1989., te u nastavku 1991. - Bill & Ted's Bogus Journey, koji su odredili Reevesa kao glumca za uloge izgubljenih tinejdžera.

### 1990-te
Tijekom ranih devedesetih Reeves je počeo izlaziti iz faze tinejdžerskih filmova. Pojavio se u visokobudžetnim akcijskim filmovima poput Paklenog vala, za koji je osvojio nagradu MTV-a za "Najpoželjnijeg muškarca" 1992. Također je glumio u nizu niskobudžetnih nezavisnih filmova kao što je Moj privatni Idaho (1991.) zajedno s bliskim prijateljem, pokojnim Riverom Phoenixom. Godine 1994. Reevesova je karijera dosegla nove vrhunce ulogom u filmu Brzina. Izbor za tu ulogu je bio kontroverzan jer je, osim u Paklenom valu, bio prvenstveno poznat kao glumac u komedijama i nezavisnim dramama. Nikad nije imao vodeće uloge. Ljetni akcijski hit je imao prilično velik budžet, a kao redatelj pojavio se debitant Jan de Bont, bivši snimatelj. Neočekivan internacionalni uspjeh pretvorio je Reevesa i Sandru Bullock u jedne od najprofitabilnijih glumaca.
Reevesova karijera nakon Brzine bila je eklektična: usprkos uspjehu Reeves je nastavio prihvaćati sporedne uloge i pojavljivati se u eksperimentalnim filmovima. Bio je uspješan u vodećoj romantičnoj ulozi u filmu Šetnja u oblacima. Dobio je dosta medijske pozornosti kad je odbio nastupiti u nastavku Brzine (Brzina 2) i 1995. prihvatio ulogu Hamleta u kazalištu Manitoba Theatre Centre u Winnipegu. Roger Lewis, kritičar The Sunday Timesa, napisao je: "Posve je utjelovio nevinost, sjajnu srdžbu, životinjsku gracioznost skokova i granica, emocionalno nasilje, taj oblik princa Danske... Jedan je od tri najbolja Hamleta koja sam vidio, iz jednostavnog razloga: on 'jest' Hamlet."
Reevesovi drugi izbori nakon filma Šetnja u oblacima, međutim, nisu dobro prošli kod kritičara i publike. Visokobudžetni filmovi kao što su Johnny Mnemonic i Lančana reakcija dobili su loše kritike i loše prošli na kinoblagajnama, dok su nezavisni filmovi poput Ljubav u Minnesoti također bili neuspjeh. Pad je prekinut nakon horora/drame Đavolji odvjetnik u kojem se pojavio s Alom Pacinom i Charlize Theron. Reeves se odrekao dijela svoje zarade da mogu angažirati Pacina, što je kasnije učinio i za manje uspješan film Zamjene da bi osigurao angažman Genea Hackmana. Đavolji odvjetnik je postigao dobar uspjeh na kinoblagajnama, dobio dobre kritike, te dokazao da Reeves može glumiti odraslu osobu s karijerom, iako su mnogi kritičari smatrali da njegova slaba izvedba skreće pozornost s inače dobrog filma. Hit iz 1999., The Matrix, u kojem Reeves ima glavnu ulogu, polučio je velik uspjeh na kinoblagajnama i dobio pozitivne kritike.

### 2000-te
Između prvog Matrixa i njegovih nastavaka Reeves je dobio pozitivne osvrte za ulogu nasilnog muža u filmu Dar iz 2000. Osim Dara, Reeves se pojavio u nekoliko filmova koji su dobili uglavnom negativne osvrte i ostvarili slab uspjeh na kinoblagajnama, uključujući filmove Lovac, Slatki studeni i Zamjene. Međutim, dva nastavka trilogije The Matrix, - The Matrix Reloaded i The Matrix Revolutions -, Ljubav nema pravila, i akcijski horor iz 2005. Constantine, bili su uspješni te vratili Reevesa u središte pažnje.
Njegov nastup u filmu Replikant (2006.), baziran na distopijskom znanstvenofantastičnom romanu Philipa K. Dicka, dobio je dobre kritike, ali Kuća na jezeru sa Sandrom Bullock nije dobro prošla na kinoblagajnama. Nakon toga je 2008. prihvatio vodeće uloge u dvama filmovima: Kraljevi kvarta i Dan kad je Zemlja stala. U veljači 2009. predstavljen je film Privatni životi Pippe Lee na Berlinaleu.

### 2010-te
Reeves je 2008. započeo predprodukciju svojeg redateljskog debija, višejezičnog filma Man of Tai Chi, djelomično inspiriranog životom svojeg prijatelja, kaskadera Tigera Chena. Film je bio sniman u kontinentalnom dijelu Kine i Hong Kongu. Tijekom petogodišnjeg pisanja scenarija i produkcije, Reeves je odigrao nekoliko glavnih uloga u b-filmovima (Henryjev zločin, Generation Um...., itd.) i fantastičnom akcijskom filmu 47 ronina.
Godine 2011. vratio se drugim umjetničkim formama. Napisao je tekst za slikovnicu za odrasle Oda sreći popraćenu ilustracijama Alexandre Grant. Tijekom iste godine producirao je dokumentarac Jedno uz drugo o današnjoj koegzistenciji filmova snimljenih digitalnom tehnikom i filmova snimljenih na klasičnu filmsku vrpcu, za koji je intervjuirao nekoliko proslavljenih redatelja kao što su James Cameron, Martin Scorsese i Christopher Nolan.
Reevesov redateljski debi Man of Tai Chi premijerno je prikazan 2013. na Filmskom festivalu u Pekingu i filmskom festivalu u Cannesu Film je bio nagrađen u Pekingu, i pohvalio ga je redatelj borilačkih filmova John Woo.
Reeves je nastavio glumiti istodobno istražujući druge oblike umjetnosti. U listopadu 2014. odigrao je glavnu ulogu u akcijskom trileru John Wick. Film, u kojem Reeves glumi umirovljenog plaćenog ubojicu, dobio je pozitivne kritike i postigao dobar uspjeh na kinoblagajnama. Također je dobio oznaku Certified Fresh na popularnom mrežnom mjestu Rotten Tomatoes.

## Budući projekti
U siječnju 2009. otkriveno je da će Reeves nastupiti u filmskoj adaptaciji anime serije Cowboy Bebop, koja je prvotno najavljena za 2011. Zbog problema s budžetom, scenarij je poslan na doradu, a status projekta je trenutno nepoznat.
U travnju 2011. Reeves je potvrdio da se planira treći nastavak filmske serije o Billu i Tedu. Dalje je objasnio u prosincu 2013. tijekom snimanja The Today Showa televizijske mreže NBC: "Otvoren sam za tu ideju... Mislim da je poprilično nadrealistički, glumiti u 'Billu&Tedu' s 50. Ali imamo dobru priču. Možete vidjeti život i radost u tim likovima, i mislim da je svijetu uvijek potrebno nešto života i radosti."

## Privatni život i drugi interesi
Cijelo desetljeće nakon početnog uspjeha Reeves je preferirao živjeti u unajmljenim kućama i hotelima (dugo je živio u hollywodskom hotelu Chateau Marmont). Kupio je svoju prvu kuću na Hollywood Hillsu u Los Angeles 2003. Također ima stan u Central Park West u New Yorku
Reeves ima američko državljanstvo po svom ocu, također ima i kanadsko državljanstvo koje je stekao naturalizacijom; odrastao je u Kanadi i za sebe je izjavio da je Kanađanin. Zahvaljujući promjenama u zakonu u travnju 2003. stekao je pravo na britansko državljanstvo po svojoj majci.
Reeves se nikada nije ženio. U prosincu 1999. njegova djevojka Jennifer Syme je rodila mrtvo dijete, kćer Avu Archer Syme-Reeves. Syme je poginula 2001. u prometnoj nesreći, nakon zabave u Los Angelesu.
Reevesa je bez uspjeha tužio 2008. u Los Angelesu za 711.974 tisuća dolara paparazzo Alison Silva zato što ga je glumac navodno udario i ozlijedio svojim Porscheom nakon što je posjetio rođaka u bolnici u Los Angelesu. Bila je potrebna godina i pol da nakon podnesene tužbe dođe do suđenja, tijekom koje je Silva nastavio napadati Reevesa i zahtijevati odštetu. Na suđenju je svih dvanaest porotnika odbacilo tužbu, za što im je trebao samo jedan sat vijećanja. Reeves je bio oslobođen svih optužbi.
Reeves je ateist.
Godine 2010. pojavile su se slike "tužnog" Keanua koji jede sendvič na klupi, što je dovelo do pojave internetskog fenomena "Keanu je tužan/Tužni Keanu" i do proglašavanja 15. lipnja kao neslužbenog dana "Razvedri se, Keanu" (engl. "Unofficial Cheer-up Keanu Day") na Facebooku.
Godine 2006. Reeves je sa svojim poslovnim partnerom, scenaristom Stephenom Hamelom, osnovao vlastitu produkcijsku kompaniju Company Films.
Reeves je 2011. s proizvođačem personaliziranih motocikala Gardom Hollingerom utemeljio Arch Motorcycle Company, te su zajedno napravili motocikl KRGT-1. Nakon uspjeha početnog modela, kompanija je na milanskom sajmu motocikala EICMA predstavila tri nova modela: poboljšanu verziju prvog motocikla, KRGT-1, zatim Arch 1s i METHOD 143.
Godine 2017. Reeves je, zajedno s Alexandrom Grant i Jessicom Fleischmann, utemeljio izdavačku kuću X Artists' Books, koja izdaje nekonvencionalne umjetničke knjige.

## Glazba
Reeves je svirao bas-gitaru u bendu Dogstar tijekom 1990-ih. Sredinom 2000-ih nastupao je s bendom Becky.

## Filmografija
- Opasne veze (1988.) - Le Chevalier Raphael Danceny
- Pakleni val (1991.) - Johnny Utah
- Moj privatni Idaho (1991.) - Scott Favor
- Drakula (1992.) - Jonathan Harker
- Brzina (1994.) - Jack Traven
- Johnny Mnemonic (1995.) - Johnny Mnemonic
- Đavolji odvjetnik (1997.) - Kevin Lomax
- The Matrix (1999.) - Neo
- The Matrix Reloaded (2003.) - Neo
- The Matrix Revolutions (2003.) - Neo
- Ljubav nema pravila (2003.) - dr. Julian Mercer
- Dan kad je Zemlja stala (2008.) - Klaatu
- Constantine (2005.) - John Constantine

### Producent
- Rally Car
- Unmanned
- Siberia (2018.)
- Replicas (2017.)
- Putnici (2016.)
- Na udaru (2016.)
- John Wick (2014.)
- Man of Tai Chi (2013.)
- Jedno uz drugo (2012.)
- Henryjev zločin (2010.)
- Echo (2005.)
- Amants et Autres Animaux (2000.)